# Val d’Arcomie
Val d’Arcomie (wym. [val daɾkɔmjə]) – gmina we Francji, w regionie Owernia-Rodan-Alpy, w departamencie Cantal. Powstała 1 stycznia 2016 roku z połączenia czterech wcześniejszych gmin: Faverolles, Loubaresse, Saint-Just oraz Saint-Marc. Siedzibą gminy została miejscowość Loubaresse. W 2013 roku populacja wyżej wymienionych gmin wynosiła 999 mieszkańców.